# Grote boeboekuil
De grote boeboekuil (Ninox strenua) is een vogel uit de familie Strigidae (Echte uilen). De vogel werd in 1838 door  John Gould geldig beschreven.

## Verspreiding en leefgebied
Deze soort is endemisch in oostelijk Australië.